# Analytischer Grenzwertbegriff
Analytischer Grenzwertbegriff, auch: Grenzwert der relativen Häufigkeit, von Richard von Mises im Jahr 1919 aufgestellt.
Die Wahrscheinlichkeit eines Ereignisses {\displaystyle {\mathcal {A}}}:
{\displaystyle {\mathcal {P}}({\mathcal {A}})=\lim _{n\to \infty }{\mathcal {H}}({\mathcal {A}},n)=\lim _{n\to \infty }{n_{\mathcal {A}} \over n}}
mit
{\displaystyle {\mathcal {H}}({\mathcal {A}},n)} : relative Häufigkeit
{\displaystyle n_{\mathcal {A}}} : Zahl der günstigen Fälle
{\displaystyle n} : Zahl der Versuche
Beispiel: Trägt man bei einem Würfelversuch die relative Häufigkeit {\displaystyle {\mathcal {H}}({\mathcal {A}},n)} eines Ereignisses „Die Würfelsumme sei 7“ und die Anzahl der Versuche {\displaystyle n} in einem Diagramm ein, so ist zu beobachten, dass {\displaystyle {\mathcal {H}}({\mathcal {A}},n)} mit steigender Anzahl der Versuche {\displaystyle n/} gegen die Wahrscheinlichkeit {\displaystyle {\mathcal {P}}({\mathcal {A}},n)} strebt.
Eine Axiomatisierung der Wahrscheinlichkeitstheorie wurde erst 1933 durch Kolmogorow erreicht. Siehe dazu: Axiomatisierung der Wahrscheinlichkeitstheorie